# Tapiz de la Fundació
El Tapiz de la Fundació es un tapiz realizado por Joan Miró y Josep Royo en 1979 y que se conserva en la Fundació Joan Miró, en Barcelona.

## Historia
A principios de los años 70 Joan Miró comienza a colaborar con Josep Royo a partir de una exposición de este en la barcelonina Sala Gaspar. Miró comenzó a producir sobreteixims, unas obras que se encuentran a medio camino entre la pintura, el collage y el tapiz. Más adelante, a raíz del encargo del Gran Tapiz del World Trade Center y del Tapiz de la National Gallery de Washington, Miró decidió hacer otro para la Fundación que lleva su nombre, especialmente concebido para la espacio donde sería instalado.

## Descripción
El tapiz de la Fundación está hecho de lana, yute, cáñamo y algodón y actualmente preside la primera sala de la colección permanente de la Fundación Joan Miró. El tapiz presenta el cromatismo mironiano propio de la década de los años setenta del siglo XX, caracterizado por una fuerte presencia de los colores elementales (el blanco y el negro), combinados tanto con los colores primarios (azul, rojo y amarillo) como los secundarios ( lila, verde, naranja y marrón).  Además, el tapiz se encuentra la esencia de la obra mironiana con la representación de una mujer (símbolo de la fertilidad, de la vida) imponente y de grandes pies, que ocupa casi todo el tapiz acompañada por un pájaro (el único animal que conectaba con el mundo terrenal y el mundo celestial, representado por la característica luna azul mironiana y la estrella de ocho puntas)